# Citroën 2CV Fourgonnette
De Citroën 2CV Fourgonnette is een kleine bestelauto (fourgonnette betekent 'bestelauto' in het Frans), met een onderstel dat veel lijkt op dat van een 'normale' Citroën 2CV. Ook de motor en het interieur van de 2CV Fourgonnette komen veel overeen met die van een 'normale' 2CV. In 1951 begon Citroën met de productie van de AU, gevolgd door de AZU in 1954 en later de AZU250, de AK350 en de AK400. In 1979 werd de productie van de 2CV Fourgonnette gestopt nadat de laatste 2CV Fourgonnette, een AZU250, van de band rolde. Er zijn 1.246.335 exemplaren geproduceerd. De Acadiane heeft de 2CV Fourgonnette vanaf 1979 opgevolgd.
De besteleend zoals deze in de volksmond genoemd wordt, was vooral bedoeld als bedrijfswagen om goederen te vervoeren. Sommige nog rijdende Fourgonnettes zijn omgebouwd tot kleine camper en bij de meeste (bestel)eenden wordt een grotere motor ingebouwd.
De Wegenwacht reed met genoemde AK350 van 1958 tot 1973.

## Modellen

### 2CV AU
De productie van de 2CV type A kwam langzaam opgang, de levertijden werden korter. Gezien er een groeiende vraag van Franse boeren kwam naar meer laadruimte, kwam Citroen in 1951 met het bestelbroertje van de A, genaamd Citroen A Utilitaire, kortweg AU. Het bestelwagentje heeft een laadvermogen van 250 kg. Ook heeft de AU het veersysteem van een normale 2CV type A, zodat hij uiterst geschikt is voor het platteland. Hij heeft wel een kleine motor, 9 pk en een cilinderinhoud van 375 cc. Maar kan, door de grote wielen, wel goed klimmen.
In 1952 werd Nederland het eerste exportland van de AU. Terwijl de Nederlandse dealers niet wisten wat ze moesten met de AU, werd hun op het hart gedrukt dat ze de AU heel serieus moesten nemen.

### 2CV AZU
In september van 1954 werd de A vervangen door de AZ, en dus kwam er ook een nieuwe besteleend: de AZU. De AZU heeft een 12 pk motor, met 425 cc, wat groter is dan de 9 pk motor van de AU, maar nog steeds klein voor de huidige tijd. Het laadvermogen blijft op 250 kg. Tot 1959 blijft de velgmaat hetzelfde als bij de AU (400 millimeter), daarna worden ze verkleind tot de moderne 2CV velgmaat, wat 15 inch is. Tot september 1962 hebben de 2CV's de bekende ribbelkap.

### 2CV AZU250
De Citroen AZU250 is niet erg verschillend van de AZU. Wel heeft AZU250 een 2CV4 motorblok en een gladder exterieur, bijvoorbeeld de motorkap. Eerst was het een echt ribbelkap, maar vanaf 1963 met nog maar vijf richels verspreid over de hele motorkap. Ook is de zijkant gladder.
Het getal 250 in de naam staat voor het laadvermogen van 250 kilogram.